# Idiopidae
Idiopidae là một họ nhện gồm 275 loài được xếp vào 22 chi.

## Phân loại
- Arbanitinae Simon, 1903

- Aganippini

- Aganippe O. P-Cambridge, 1877
- Anidiops Pocock, 1897
- Eucyrtops Pocock, 1897
- Idiosoma Ausserer, 1871

- Arbanitini

- Arbanitis L. Koch, 1874
- Blakistonia Hogg, 1902
- Cantuaria Hogg, 1902
- Cataxia Rainbow, 1914
- Euoplos Rainbow, 1914
- Misgolas Karsch, 1878

- Genysinae Simon, 1903

- Genysa Simon, 1889
- Hiboka Fage, 1922
- Neocteniza Pocock, 1895
- Scalidognathus Karsch, 1891

- Idiopinae Simon, 1892

- Ctenolophus Purcell, 1904
- Galeosoma Purcell, 1903
- Gorgyrella Purcell, 1902
- Heligmomerus Simon, 1892
- Idiops Perty, 1833
- Segregara Tucker, 1917
- Titanidiops Simon, 1903

- incertae sedis

- Prothemenops Schwendinger, 1991

- Prothemenops siamensis Schwendinger, 1991